# Raid Roma-Tokyo
(Arturo Ferrarin, Il mio volo Roma-Tokio)

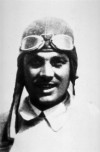
Arturo Ferrarin, uno dei piloti che portarono a termine il raid aereo

Il raid Roma-Tokyo fu un viaggio aereo compiuto attraverso l'Eurasia dall'aviazione italiana. Auspicato da Gabriele D'Annunzio e Harukichi Shimoi, e portato a termine dagli aviatori Guido Masiero e Arturo Ferrarin insieme ai rispettivi motoristi Roberto Maretto e Gino Cappannini, fu compiuto tra il 14 febbraio e il 31 maggio 1920.

## Origine del raid
Gabriele D'Annunzio lanciò l'idea del raid Roma-Tokyo nel marzo 1919: essa nacque dall'incontro, durante la Grande Guerra, tra il Vate ed il poeta giapponese Harukichi Shimoi, arruolatosi negli Arditi dell'Esercito Italiano. Il primo, già protagonista del volo su Vienna era inizialmente intenzionato a realizzare l'impresa in prima persona e per tale motivo venne aiutato e sostenuto dal governo italiano, che vedeva in questo volo la possibilità di distrarre D'Annunzio dall'avventura di Fiume.
Nonostante poi D'Annunzio, che proseguì nell'impresa fiumana, avesse rinunciato a partecipare direttamente all'impresa, l'organizzazione del raid venne comunque portata a termine e coinvolse, tra gli altri, i piloti Arturo Ferrarin e Guido Masiero, che furono i soli, tra undici velivoli, a giungere a Tokyo. Tutti gli altri equipaggi non riuscirono a portare a termine il viaggio e addirittura un velivolo precipitò e morirono i due componenti l'equipaggio. Il raid fu compiuto in 112 ore effettive di volo.

## Equipaggi
Segue la lista di ufficiali, sottufficiali e militari che formavano gli equipaggi degli 11 velivoli scelti da D'Annunzio per l'impresa:
| Equipaggio                                                                               | Velivolo               | Termine del viaggio |
| ---------------------------------------------------------------------------------------- | ---------------------- | ------------------- |
| Tenente Guido Masiero Motorista Roberto Maretto                                          | biplano Ansaldo SVA 9  | Tokyo               |
| Tenente Arturo Ferrarin Motorista Gino Cappannini                                        | biplano Ansaldo SVA 9  | Tokyo               |
| Tenente pilota Giuseppe Grassa Capitano Mario Gordesco                                   | biplano Ansaldo SVA 9  | Bushehr             |
| Capitano Umberto Re Operatore cinematografico Bixio Alberini                             | biplano Ansaldo SVA 9  |                     |
| Capitano Ferruccio Ranza Motorista Brigidi                                               | biplano Ansaldo SVA 9  | Calcutta            |
| Tenente Amedeo Mecozzi Tenente Bruno Bilisco                                             | biplano Ansaldo SVA 9  |                     |
| Tenente Ferruccio Marzari Motorista Giuseppe Da Monte                                    | biplano Ansaldo SVA 9  | Adalia              |
| Tenente Edoardo Scavini Sottotenente Carlo Bonalumi                                      | biplano Caproni Ca.33  | Deserto siriano     |
| Tenente Luigi Garrone Tenente Enrico Abba Motorista Alfredo Momo Motorista Alfredo Rossi | triplano Caproni Ca.40 | Salonicco           |
| Tenente Leandro Negrini Sottotenente Giovanni Origgi Motorista Dario Cotti               | biplano Caproni Ca.33  | Konya               |
| Tenente Virgilio Sala Tenente Innocente Borello Motorista Antonio Sanità                 | biplano Caproni Ca.44  | Meandro             |

## Il viaggio
La partenza di Ferrarin e Masiero avvenne il 14 febbraio 1920 alle ore 11 dall'aeroporto Centocelle di Roma. Prima tappa fu a Gioia del Colle, Puglia, a causa di alcuni problemi tecnici agli apparecchi sia di Masiero sia di Ferrarin. La successiva tappa fu a Valona, in Albania, ove all'epoca vi erano ancora truppe italiane che occupavano la città dal 1914. Dopo Valona fu la volta di Salonicco e da lì si spostarono a Smirne, all'epoca occupata dai greci.
Da Smirne si diressero ad Adalia ma furono costretti per un guasto ad una tappa intermedia ad Aydın. Raggiunta finalmente Adalia, occupata dagli italiani, la meta successiva fu Aleppo e da lì Baghdad. Nella capitale irachena Ferrarin fu costretto ad atterrare su un campo in cui si stava disputando un incontro di calcio. Il 23 febbraio ripartirono per Bassora, città nella quale Ferrarin attese l'attardato Masiero per tre giorni prima di riprendere il volo per Bandar Abbas, interrotti però dalle pessime condizioni meteo che lo costrinsero ad atterrare a Bushehr. Raggiunta finalmente Bandar Abbas, dopo un primo tentativo fallito a causa di un problema al radiatore, Ferrarin riuscì a raggiungere Chabahar. Da lì avrebbe voluto raggiungere direttamente Karachi ma, a causa di un problema al motore, fu costretto ad atterrare nei pressi di un villaggio indigeno che risultò essere però abitato da ribelli che si opponevano al dominio britannico nell'area. Per fortuna di Ferrarin, il tricolore italiano venne confuso dai ribelli per quello della Bulgaria, alleata dei tedeschi durante la prima guerra mondiale e perciò, indirettamente, nazione loro amica. Approfittando dell'errore, Ferrarin riesce ad allontanarsi incolume dal villaggio e a riprendere il suo viaggio verso Karachi. A Karachi Ferrarin si riunì a Masiero che era riuscito a portarsi da Bandar Abbas direttamente nella capitale del Sindh.

Il viaggio di Ferrarin in tutte le sue tappe.

Da Karachi Ferrarin ripartì alla volta di Delhi, che raggiunse dopo una tappa ad Hyderabad e un breve scalo presso una stazione ferroviaria. Quindi arrivò ad Allahabad e da lì fino a Calcutta, antica capitale dell'Impero Anglo-Indiano. Dopo una lunga sosta a Calcutta, nell'attesa vana degli altri compagni, Ferrarin riprese il volo in direzione di Akyab (una fonte afferma che ripartì con un nuovo aereo, dato che il suo venne irrimediabilmente danneggiato dall'incuria del personale locale) e da lì raggiunse Rangoon. Rangoon sarà l'ultima tappa in territorio sotto il controllo britannico: per tutta la tratta da Baghdad alla Birmania le autorità britanniche diedero ai piloti italiani la massima disponibilità e collaborazione, fornendo aiuto per le riparazioni e le indicazioni sulla rotta da seguire.
Dal capoluogo della Birmania, nella quale dovette sostare per alcune riparazioni, Ferrarin, senza Masiero già ripartito, raggiunse la capitale del Siam, Bangkok. Tappa successiva fu Ubon e poi Hanoi, in Vietnam, ove raggiunse Masiero. Il 21 aprile Ferrarin ripartì e, dopo due atterraggi intermedi, il primo su una isoletta del Mar Cinese Meridionale e poi presso Macao, giunse a Canton. Da lì proseguì per Foochow e quindi per Shanghai.

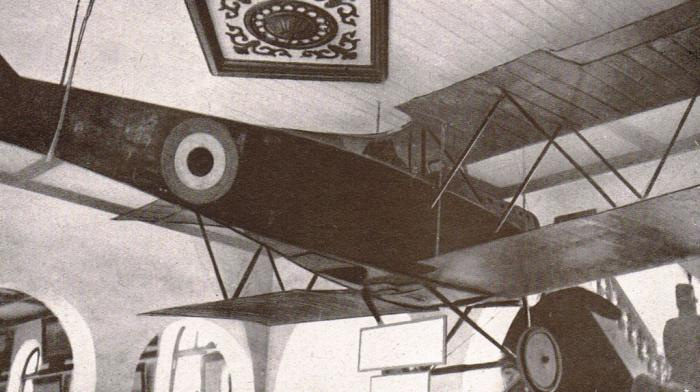
L'aereo usato da Ferrarin per il raid, esposto nel museo imperiale giapponese

Da Shanghai, località in cui sostò per una settimana, giunse a Tsingtao, all'epoca occupata dalle forze giapponesi. Accolto dalle autorità nipponiche, venne avvisato che quando sarebbe giunto nel paese del Sol Levante, sarebbe stato omaggiato con una katana d'oro da samurai e che il suo aereo sarebbe rimasto esposto a Tokyo. Fu poi effettivamente esposto nella capitale nipponica sino al 1933, anno in cui esso verrà demolito a causa delle sue condizioni cadenti e irrecuperabili.
Da Tsingtao raggiunse la capitale cinese, Pechino, ove trascorse una settimana, omaggiato dalla popolazione e dalle autorità locali, poi ripartì per Kow Pangtzu, nei pressi di Mukden, quindi per Sinŭiju, in Corea, allora parte integrante dell'impero giapponese, deviando però il suo percorso in modo da sorvolare Port Arthur, città resa celebre per essere stata, per il suo possesso, una delle cause della guerra russo-giapponese.
Successiva tappa del viaggio fu Seul, meta che fu imposta al Ferrarin sia dalle autorità giapponesi che dai rappresentanti italiani in Corea. Da Seul si diresse a Taegu, che fu l'ultima tappa sul suolo continentale. Su ordine delle autorità nipponiche Ferrarin fu costretto a seguire una rotta più lunga e settentrionale da quella da lui prevista perché vigeva l'assoluto divieto di sorvolare le piazzeforti di Pusan e Tsushima. Nonostante l'imposto cambio di rotta, Ferrarin raggiunse, il 30 maggio, Osaka, ove fu accolto dalla cittadinanza intera.
Atterrando nel parco Yoyogi, Ferrarin giunse all'ultima tappa del viaggio, Tokyo ove, oltre i consueti bagni di folla che contraddistinguevano tutte le sue tappe da quando era giunto in Cina, ebbe l'onore di essere ricevuto dal principe reale Hirohito e dall'imperatrice Teimei.

## Incidenti occorsi agli altri equipaggi
Undici velivoli, con i rispettivi equipaggi, furono impiegati nel tentativo di realizzare il raid e come già detto solo gli aerei di Arturo Ferrarin e Guido Masiero giunsero in Giappone. Gli altri equipaggi incapparono in incidenti, anche mortali, che impedirono loro di raggiungere Tokyo.
I primi a concludere anticipatamente la corsa verso oriente furono Abba e Garrone, che persero il loro aereo a Salonicco. Successivamente il Caproni di Sala e Borello ebbe una avaria lungo il corso del Meandro e sempre in Turchia, a Konya, terminarono il loro viaggio Origgi e Negrini: i due vennero catturati il due settembre ed il loro aereo successivamente distrutto. Sul deserto siriano fu la volta dei piloti Scavini e Bonalumi, a bordo di un trimotore Caproni, a dover rinunciare all'impresa.
A Bushehr, in Persia, avvenne il più grave incidente del raid, poiché Gordesco e Grassa, che facevano parte della pattuglia da loro guidata, ebbero un incidente mortale: il loro aereo, uno S.V.A.9 come quello di Masiero e Ferrarin, ebbe un'avaria al decollo e dopo essersi incendiato precipitò. I due, per volontà dell'imperatrice Teimei, ebbero ufficiato un rito funebre in loro onore presso un tempio della capitale, alla presenza dei piloti italiani lì giunti.

## Critiche al raid
Nonostante il successo dell'impresa, il raid fu in Italia oggetto di critiche. I partiti di sinistra italiani, pur riconoscendo il valore di ciò che Ferrarin aveva portato a compimento, contestarono l'eccessiva spesa di denaro pubblico e l'organizzazione approssimativa di esso.

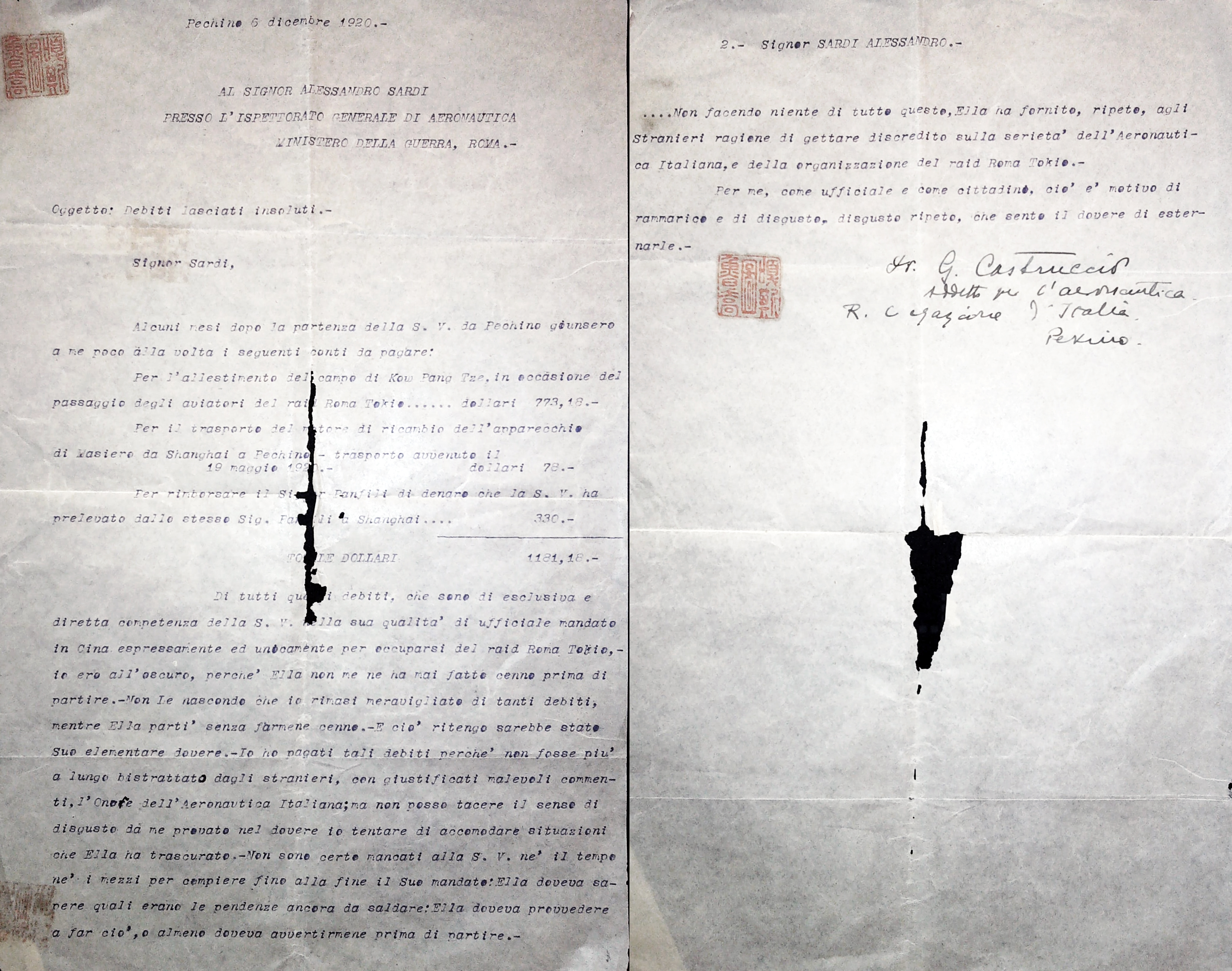
Lettera scritta a Pechino da Giuseppe Castruccio al Barone Alessandro Sardi

Un'altra critica è stata denunciata privatamente da Giuseppe Castruccio (addetto dell'Aeronautica Italiana) che scrive una sua lettera il 6 dicembre del 1920 da Pechino direttamente al Barone Alessandro Sardi di Sulmona, esprimendo il suo disappunto per alcuni debiti che sono emersi dopo la partenza di Sardi proprio da Pechino. Questi debiti riguardavano l'allestimento del campo di Kow Pang Tzue, il trasporto di un motore di ricambio da Shanghai a Pechino e il rimborso al Signor Panfili, per un totale di 1181,18 dollari. Castruccio esprime sorpresa per il fatto che non fosse stato informato di questi debiti prima della partenza di Sardi e sottolinea che, come responsabile del raid, sarebbe stato suo dovere occuparsene e avvisarlo. Castruccio afferma di aver deciso di pagare i debiti per proteggere l'onore dell'Aeronautica Italiana da possibili critiche straniere, ma manifesta il suo disgusto per essere stato costretto a risolvere situazioni che Sardi aveva trascurato. Inoltre, critica Sardi per non aver completato il suo incarico con la dovuta attenzione. Castruccio conclude la lettera esprimendo il suo rammarico e disgusto per la situazione.

## Celebrazioni
Nel 2020, per il centenario del raid, l'Aeronautica Militare Italiana ha dedicato una livrea speciale sfoggiata da cinque SIAI S.208M del 60º Stormo di Guidonia, con sulla coda l'immagine di Arturo Ferrarin e una coccarda con i colori italiani (invertiti rispetto alla coccarda della forza armata) e nipponici.
Sempre nel 2020 dal comune di Cadoneghe fu realizzato un documentario sull'impresa, particolarmente incentrato sulla figura di Roberto Maretto, originario del posto. Nel giugno 2021 sempre a Cadoneghe furono indetti festeggiamenti con molte attività in memoria del Raid.